# Western United FC
Western United Football Club – australijski, profesjonalny klub piłkarski z siedzibą w zachodniej części Melbourne (Wiktoria), założony 13 grudnia 2018 i od sezonu 2019/2020 występujący w lidze A-League.

## Historia

### Założenie
W listopadzie 2016 roku zarząd Football Federation Australia (FFA) ogłosił zwiększenie liczby zespołów występujących w rozgrywkach A-League z 10. do 12. zespołów od sezonu 2018/2019. W marcu 2018 roku zarząd FFA podjął decyzje, że planowane powiększenie rozgrywek ligowych nastąpi od sezonu 2019/2020. Do czerwca 2018 roku do FFA wpłynęło 15. wniosków licencyjnych, z których pięć z nich zostało odrzuconych przez zarząd FFA. Do końca sierpnia 2018 roku liczba wniosków została ograniczona do ośmiu, natomiast w październiku zostało wybranych sześć finalnych wniosków licencyjnych złożonych przez: Canberra & Capital Region, Southern Expansion (z regionu Sydney), South Melbourne FC, South West Sydney Macarthur, Team 11 (z regionu południowo-wschodniego Melbourne) i Western Melbourne Group.
W dniu 13 grudnia 2018 roku zarząd FFA zaakceptował wnioski licencyjne złożone przez Western Melbourne Group i South West Sydney Macarthur. Klub Western Melbourne Group dołączy do rozgrywek od sezonu 2019/2020, natomiast South West Sydney Macarthur od sezonu 2020/2021. W dniu 13 lutego 2019 roku Western Melbourne Group oficjalnie ogłosiła, że nowy klub będzie nazywał się Western United Football Club oraz na barwy klubowe zostały przyjęte kolory zielony i czarny. W dniu 8 maja 2019 roku klub zaprezentował herb klubowy, na który składa się litera „W” w barwach klubowych oraz nazwa klubu umieszczona nad literą.

### A-League
W dniu 23 maja 2019 roku zarząd klubu oficjalnie ogłosił, że na stanowisko trenera został zatrudniony Australijczyk Mark Rudan. W dniu 24 maja 2019 roku został przedstawiony harmonogram pucharowych rozgrywek FFA Cup. Zgodnie z decyzją organów zarządzających rozgrywkami klub Western United nie będzie brał udziału w rozgrywkach FFA Cup w 2019 roku. W dniu 22 sierpnia 2019 klub Western United FC rozegrał pierwszy towarzyski mecz przeciwko zespołowi Caroline Springs George Cross FC. Spotkanie zakończyło się zwycięstwem Western United w stosunku 4:0. Western United zadebiutował w rozgrywkach A-League w dniu 13 października 2019 roku w wyjazdowym spotkaniu przeciwko Wellington Phoenix FC. Spotkanie zakończyło się zwycięstwem gości w stosunku 0:1.

### Western United FC w poszczególnych sezonach
| Sezon     | Miejsce | M  | Z  | R | P  | B     | Pkt | Seria finałowa | FFA Cup          | Azjatycka Liga Mistrzów |
| --------- | ------- | -- | -- | - | -- | ----- | --- | -------------- | ---------------- | ----------------------- |
| 2019/2020 | 5.      | 26 | 12 | 3 | 11 | 46-37 | 39  | Półfinał       | nie brał udziału | –                       |

## Stadion
Klub Western United będzie rozgrywał domowe spotkania na obiekcie Kardinia Park w Geelong. Klub planuje budowę własne stadionu w dzielnicy Tarneit w Melbourne.